# V-Rallyシリーズ
V-Rallyシリーズ（ブイ・ラリーシリーズ）は、インフォグラムとBigben Interactive（現：Nacon）が展開するラリーゲームシリーズ。略称はVR。

## 概要
実在車種が多数登場し、挙動や世界観はリアル志向だがアーケード寄りでもある。爽快感のあるラリーゲーとして進歩を重ね、ユーザーの支持を得ている人気シリーズである。
『V-Rally 3』から長年新作が出ていなかったが、2018年9月にBigben Interactiveより16年ぶりのナンバリングタイトル『V-Rally 4』を発売した。

## 経歴
- 『V-Rally』と『V-Rally 2』はエレクトロニック・アーツが北米でのPlayStation版の販売を担当し、同社の『ニード・フォー・スピードシリーズ』に組み入れられていた。日本での販売はPlayStation版、NINTENDO 64版、ゲームボーイカラー版をスパイクが、Windows版（『2』のみ）をサイバーフロントが担当した。
- 『V-Rally 3』の日本国内版は現地法人から発売された（インフォグラムジャパン→アタリジャパン）。
- 『V-Rally 4』は過去のV-Rallyシリーズ作品を手掛けたスタッフが在籍し、WRC公式ゲームを当時手掛けていたKylotonnが開発を担当し、その親会社であるBigben Interactiveが販売。日本ではオーイズミ・アミュージオがPlayStation 4版とNintendo Switch版を2019年4月11日に発売している。

## シリーズ
同一タイトルでもプラットフォームによって発売年が異なる。
- V-Rally（1997年 - 1999年、PlayStation/NINTENDO 64/ゲームボーイ/ゲームボーイカラー/Windows）
- V-Rally 2（1999年 - 2000年、PlayStation/ドリームキャスト/Windows）
- V-Rally 3（2002年 - 2003年、PlayStation 2/Xbox/ゲームキューブ/ゲームボーイアドバンス/Windows）
- V-Rally 4（2018年、PlayStation 4/Xbox One/Nintendo Switch/Windows）